# Himalaya-Alraune
Die Himalaya-Alraune (Mandragora caulescens) ist eine Pflanzenart aus der Gattung der Alraunen (Mandragora) in der Familie der Nachtschattengewächse (Solanaceae).

## Beschreibung

### Vegetative Merkmale
Die Himalaya-Alraune ist eine ausdauernde krautige Pflanze, die Wuchshöhen von 20 bis 60 Zentimetern erreicht. Das 5 bis 22 Zentimeter lange Rhizom ist fest und fleischig. Die oberirdischen Pflanzenteile sind vollständig mit einfachen oder drüsigen Haaren bedeckt. Die manchmal vorhandenen Stängel sind gelegentlich verzweigt und 10 bis 40 Zentimeter hoch.
Die Laubblätter sind zumeist grundständig, gelegentlich stehen sie aber auch entlang hochwachsender Stängel. Die einfache Blattspreite ist bei einer Länge von 3 bis 20 Zentimetern sowie einer Breite von 1,5 bis 5 Zentimetern verkehrt-eiförmig bis verkehrt-lanzettlich und am Ansatz schmal.

### Generative Merkmale
Die Blütezeit reicht von Mai bis Juli. An 1 bis 20 Zentimeter langen, kräftigen Blütenstängeln stehen die gelegentlich nickenden Einzelblüten. Die Tragblätter sind häutig und ungestielt.
Die zwittrigen Blüten sind fünfzählig mit doppelter Blütenhülle. Die fünf Kelchblätter bis etwa der Hälfte ihrer Länge glockenförmig verwachsen und die Kelchlappen sind eiförmig bis dreieckig. Die fünf tief-purpurfarbenen oder gelben Kronblätter sind bis etwa zur Hälfte ihrer Länge verwachsen  mit breit-eiförmigen bis dreieckigen Kronlappen. Die Staubfäden sind etwa 7 Millimeter lang und die Staubbeutel sind 1,5 bis 5 Millimeter lang. Der bis zu 4 Millimeter lange Griffel endet in einer schwach zweilappigen Narbe.
Der Kelch vergrößert sich bis zur Fruchtreife und kann größer werden als Frucht. Die bei einem Durchmesser von 2 bis 2,5 Zentimetern runde Beere reift im Juli bis September. Die gelben Samen sind bei einer Länge von etwa 2 Millimetern abgeflacht-nierenförmig.
Die Chromosomenzahl beträgt 2n = 48.

## Vorkommen
Die Himalaya-Alraune ist im Himalaya beheimatet. Sie kommt im indischen Bundesstaat Arunachal Pradesh, in Sikkim, Nepal, Bhutan, Myanmar, im östlichen Tibet und in den chinesischen Provinzen südöstliches Qinghai, westliches Sichuan sowie nordwestliches Yunnan vor. In China gedeiht sie auf grasbedeckten Hängen in Höhenlagen von 2200 bis 4200 Metern.

## Systematik
Die Erstbeschreibung von Mandragora caulescens erfolgte 1883 durch Charles Baron Clarke in Joseph Dalton Hooker: The Flora of British India, 4, 10, Seite 242. Das Typusmaterial wurde von Joseph Dalton Hooker in Sikkim gesammelt. Synonyme für Mandragora caulescens C.B.Clarke sind: Anisodus caulescens (C.B.Clarke) Diels, Anisodus mariae Pascher, Mairella yunnanensis H.Lév., Mandragora chinghaiensis Kuang & A.M.Lu, Mandragora tibetica Grubov.
A. J. C. Grierson und D. C. Long haben 1978 neben der Nominatform drei Unterarten erstbeschrieben (Mandragora caulescens subsp. brevicalyx Grierson & D.G.Long, Mandragora caulescens subsp. flavida Grierson & D.G.Long, Mandragora caulescens subsp. purpurascens Grierson & D.G.Long), die bereits in der Flora of China 1994 und bei Ungricht et al. 1998 nicht mehr anerkannt sind und als Synonyme der Art gelten.

## Inhaltsstoffe und Nutzung
Die unterirdischen Pflanzenteile enthalten Scopolamin und Anisodamin, beide Inhaltsstoffe werden medizinisch verwendet.